# Escuela sabiniana
La escuela sabiniana era una de las dos escuelas más importantes de derecho que había en Roma durante los siglos I y II. Estaba formada por juristas que se dedicaban al derecho como profesión, a diferencia de la escuela proculeyana que lo consideraba como un ejercicio libre de la nobleza.

## Historia
Los sabinianos tomaron su nombre de Masurio Sabino, pero luego fueron conocidos como casianos, por uno de los estudiantes de Sabino, Cayo Casio Longino. Los sabinianos basaban sus dictámenes en la doctrina de Cayo Ateyo Capitón, instructor de Sabino y un simpatizante del conservadurismo en el reinado de Augusto.
Uno de los hechos más reprochables en la actitud de los sabinianos eran sus reflexiones legales conservadoras, según la escuela opositora a ellos, los proculeyanos. La rivalidad entre ellos terminó cuando se unieron a finales del siglo II. El más famoso estudiante y director de la escuela fue Salvio Juliano, pero también destacan como directores Javoleno Prisco y Lucio Fulvio Aburnio Valente.